# Taraxacum mimulum
Taraxacum mimulum — вид квіткових рослин з родини айстрових (Asteraceae). Вид зростає в Європі: Литва, Латвія, Естонія, Білорусь, Бельгія, Європейська Росія, Данія, Фінляндія, Франція, Німеччина, Велика Британія, Нідерланди, Норвегія, Польща, Швеція, Швейцарія; це багаторічна рослина помірних біомів.

## Опис
Кульбаба середнього розміру досить витонченої будови з вузькими, випростаними, розсіченими листками. Черешки трояндові, з вузькими, як правило, цілісними крилами, іноді блідішими на зовнішніх листках, але зазвичай все ще кольорові. Бічних часток листка 4–6, коротких, трикутних, з 1–2 зубчиками зверху або розділених, від тупих до гострих, більш-менш відкритих. Листя гомофільні; кінцеві частки короткі, гострі. Зовнішні приквітки вузькі, дещо сигмоподібні, загнуті назад із відкритою верхівкою. Квіткова голова невелика з відносно невеликою кількістю язичків, більш-менш плоска в розширеному стані.